# Loi multinomiale
En théorie des probabilités, la loi multinomiale (aussi appelée distribution polynomiale) généralise la loi binomiale. Tandis que la loi binomiale concerne le nombre de succès lors d'une série de n épreuves de Bernoulli indépendantes, comme dans le jeu de pile ou face, la loi multinomiale ne se restreint pas aux épreuves comportant deux issues. La loi multinomiale s'applique par exemple au cas de n jets d'un dé à six faces : l'apparition du chiffre 1 seul peut être modélisée par une loi binomiale alors que l'ensemble des apparitions des faces 1 à 6 est modélisé par une loi multinomiale.

## Rappel sur la loi binomiale

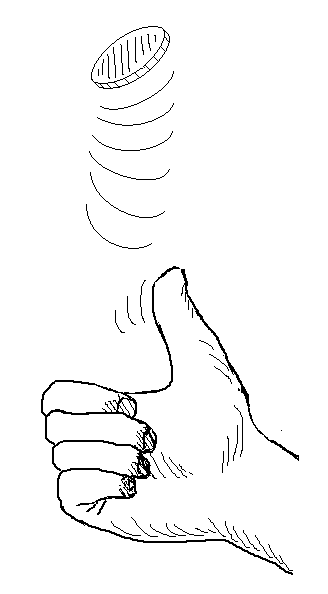
Pile ou face.

On considère une pièce de monnaie où la probabilité d'obtenir « pile » est p. On considère une variable aléatoire binomiale X : il s'agit du nombre de « piles » obtenus pour n lancers d'une pièce de monnaie. La loi de probabilité s'écrit
Cette expression peut se réécrire de manière symétrique en faisant intervenir deux variables aléatoires {\displaystyle N_{1}} et {\displaystyle N_{2}} dont la somme est égale à n :  {\displaystyle N_{1}} est le nombre de « piles » obtenus durant n lancers et {\displaystyle N_{2}} est le nombre de « faces » obtenues durant ces n lancers. Formellement,

## Définition

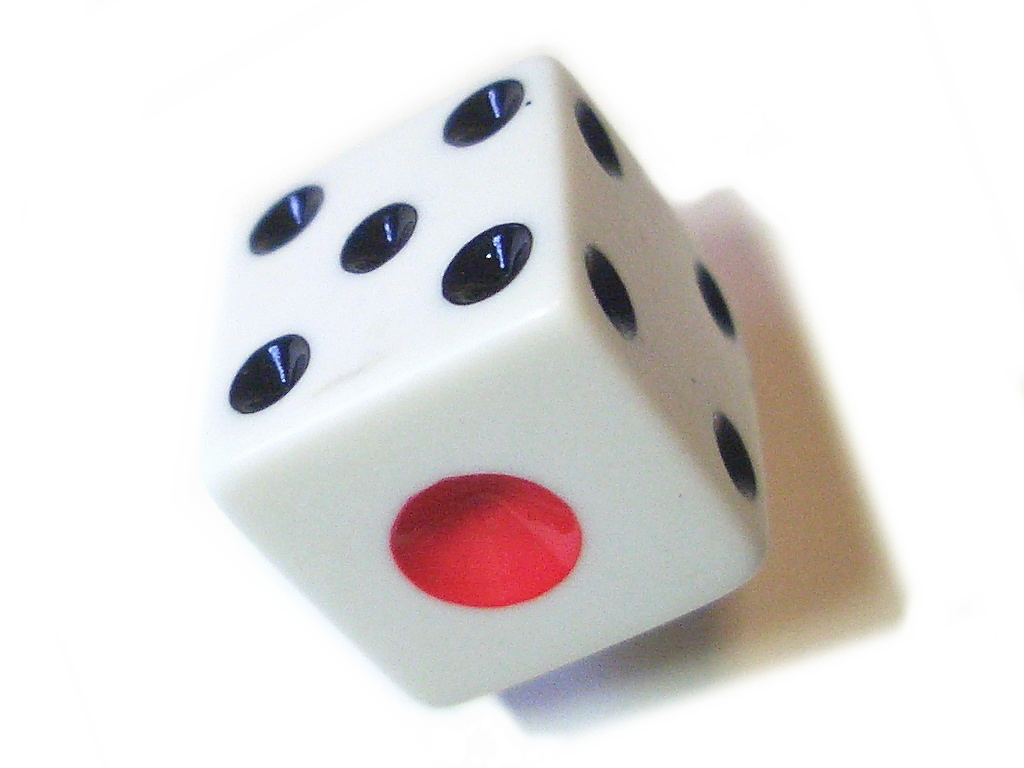
Un dé à six faces.

Dans le cas multinomial à {\displaystyle m\,} résultats possibles au lieu de 2, les variables aléatoires deviennent {\displaystyle N_{i}\,}, {\displaystyle i\in \{1,\ldots ,m\}\,} et correspondent aux probabilités {\displaystyle p_{i}\,}, {\displaystyle i\in \{1,\ldots ,m\}\,} avec les contraintes
Par exemple, pour n lancers d'un dé à six faces, {\displaystyle N_{i}\,} est le nombre de fois où on obtient {\displaystyle i\in \{1,\ldots ,6\}\,}. Pour un dé non pipé, on a {\displaystyle p_{i}={\frac {1}{6}}} pour tout {\displaystyle i\in \{1,\ldots ,6\}\,}. Si le dé est pipé, alors les valeurs {\displaystyle p_{i}\,}sont différentes.
La loi de probabilité s'écrit alors, sous la condition portant sur la somme des variables :

## Propriétés
Chacune des variables {\displaystyle N_{i}\,} suit une loi binomiale dont l'espérance et la variance sont
et les covariances s'écrivent

## Approximation

### Approximation par loi normale
Lorsque la variable aléatoire Ni devient assez grande (par convention, au-delà de 30), le théorème central limite montre qu'elle est raisonnablement approchée par une variable normale à laquelle correspond la variable centrée réduite {\displaystyle {\frac {N_{i}-np_{i}}{\sqrt {np_{i}(1-p_{i})}}}}.